# Joe Corrigan
Joseph Thomas Corrigan, mais conhecido como Joe Corrigan (18 de novembro de 1948), é um ex-futebolista inglês que atuava como goleiro.

## Carreira
Joe Corrigan fez parte do elenco da Seleção Inglesa de Futebol, da Copa de 1982.